# Мроя
«Мроя» (біл. Мрія) — білоруський гурт, який виконував пісні переважно білоруською мовою в стилі гард-рок та геві-метал. Заснований 1981 року. У 1994, після розпаду гурту, четверо його учасників заснували гурт N.R.M.

## Дискографія

### Альбоми
- (1984, 1986) Стары храм (Старий храм)
- (1987) Зрок (Зір)
- (1988) Студыя БМ (Студія БМ)
- (1989, перевиданий 1997) Дваццаць восьмая зорка (Двадцять восьма зірка)
- (1990, перевиданий 1997) Біяполе (Біополе)
- (1992) Лепшыя песьні з альбомаў 1988—1990 (Найкращі пісні з альбомів 1988—1990)

### Спільні проекти
- Рок супраць рэвалюцыяў (живі записи «Глыток віна і луста хлеба» та «Дзяўчына з чароўнаю ўсьмешкай», 1993)
- Генералы айчыннага року («Я рок-музыкант», 2004)
- Чарнобыльскі вецер («Шмат», 2006)
- Дыхаць! («Краіна крывавых дажджоў», 2006)